# Alexa Meade
Alexa Meade (1986) es una artista de instalaciones estadounidense conocida por sus retratos pintados directamente en el cuerpo humano y objetos  
inanimados de manera que rompa la profundidad y haga parecer a sus modelos bidimensionales cuando se les fotografía. Lo que queda es "una foto de una pintura de una persona, y la persona real escondida por debajo en algún lugar". Meade usa un concepto clásico —el trampantojo, el arte de hacer que las pinturas bidimensionales parezcan un espacio tridimensional real—y lo transforma haciendo justo lo contrario, haciendo que lo real parezca pintado.

## Educación y primeros años
Meade nació en Washington D.C., y creció en Chevy Chase, Maryland. Se graduó en Ciencia Política en 2009 en el Vassar College, en Poughkeepsie, Nueva York. Inicialmente planeaba una carrera en política, por lo que estuvo en prácticas con congresistas y senadores en el Capitolio de los Estados Unidos, y luego trabajó como asistente de prensa en la campaña presidencial de Barack Obama en 2008. Decidió hacerse artista profesional en 2009, aprendiendo por su cuenta cómo pintar mientras inventaba su propio estilo.

## Carrera

### Living Paintings

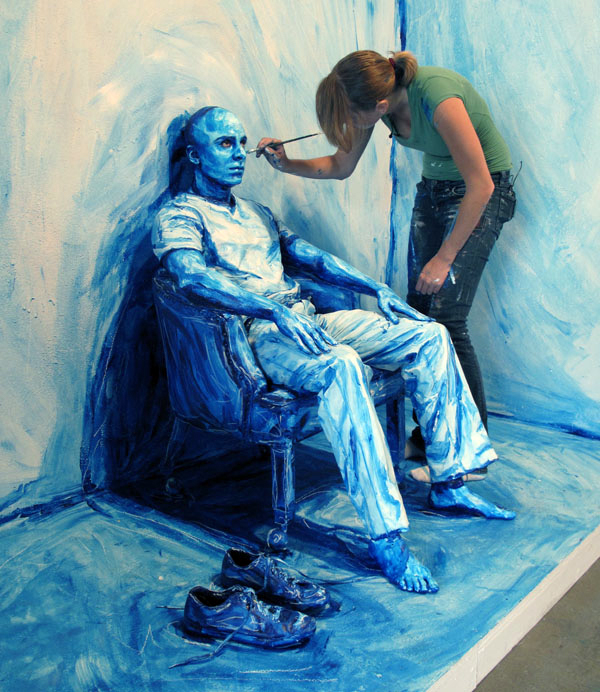
Pintando a uno de sus sujetos vivientes

Su serie Living Paintings (Pinturas Vivientes) es una colección de retratos pintados directamente en modelos, usando pintura acrílica para hacer parecer bidimensionales a los sujetos tridimensionales. Sólo la partes no pintadas —generalmente el pelo y los ojos— revelan "una ilusión óptica que hace borrosa la línea que marca dónde acaba la realidad y empieza el arte". Este trabajo combina pintura, fotografía, instalaciones artísticas y performance.
Mead empezó a experimentar con la idea de poner pintura sobre las sombras en abril de 2009, en Vassar College. Fue pintando las sombras y luces en el cuerpo de su amigo Bernie cuando se dio cuenta de que podía hacer parecer bidimensional el espacio tridimensional. Tras graduarse, mejoró su técnica de pintura en la casa de sus padres en Washington D. C., haciendo prácticas con pintura en objetos inanimados como pomelos, huevos fritos o salchichas. Atribuye a su falta de estudios artísticas formales su capacidad para tener ideas únicas de superficies sobre las que puede pintar, dado que no cree que la pintura tenga que ser necesariamente en lienzo.
Ganó reconocimiento público en marzo de 2010, cuando sus pinturas vivientes se hicieron virales a través de un pequeño artículo sobre su trabajo el blog de Jason Kottke. Enseguida apareció en la CNN y otros medios. Su página web pasó de tener muy pocas visitas a una estimación de 30000 visitas al día siguiente. Su obra más famosa hasta el momento, "Transit", es la fotografía de un hombre mayor en el metro de Washington D. C. que había sido anteriormente pintado en el estudio por Meade, y da una impresión "como si una pintura de la Galería Nacional de Retratos hubiera saltado de sus paredes para caminar por el mundo de carne y hueso". Su charla en el TEDGlobal de 2013 en Edimburgo, "Tu cuerpo es mi lienzo", ofrece una visión tras bambalinas de su trabajo y detalles sobre los inicios de su carrera. Ha señalado como inspiración al artista de instalaciones Robert Irwin, citando su biografía, Seeing is Forgetting the Name of the Thing One Sees, como influencia en la manera en que ella piensa la percepción del espacio.

### Exposiciones
Su obra ha sido expuesta en la Galería Nacional de Retratos (Washington), la Saatchi Gallery en Londres, la Postmaster's Gallery en Nueva York, la Galerie Ivo Kamm en Zúrich, el Exploratorium de San Francisco, el Gran Palacio de París y la Pinoteca de París. Está representada por la Ingo Seufert Galerie für Fotografie en Múnich y la Galerie Sisso en París.

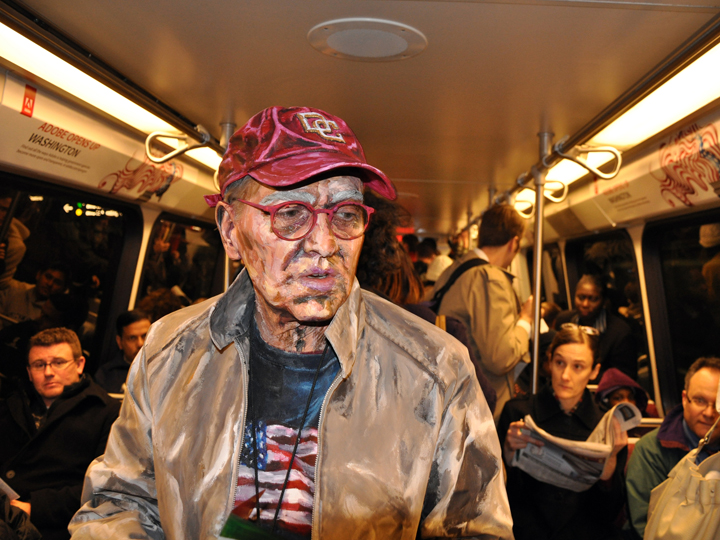
Performance en el metro de Washington D. C.

### Milk: What Will You Make of Me?
Como parte de su proyecto colaborativo Alexa//Sheila Milk: What Will You Make of Me? de 2012, Meade pintó a la artista de performance Sheila Vand, que después se tumbó en una bañera llena de leche. Mientras Meade la fotografiaba, la pintura se fue cayendo y mezclando con la leche, creando diseños en movimiento constante alrededor del cuerpo de Vand. Alexa//Sheila hizo el debut de la serie Milk en una exhibición en la Galerie Ivo Kamm. Para las performance en vivo, las artistas tenían una bañera instalada en mitad de la galería.

### Otros proyectos
En 2013, Mini Cooper encargó a Meade pintar un coche con modelos vivos en una intersección muy concurrida de Tokio. En 2014, se unió al músico Avicii, entre otros, como parte de la campaña Project Warehouse por Denim & Supply. Como parte de este proyecto, pintó instalaciones públicas a gran escala en Madrid, Santa Mónica y Toronto. En septiembre de 2015 era la primera artista residente en el Perimeter Institute for Theoretical Physics en Waterloo. Hizo una obra que incluía a dos físicos pintados interactuando en tiempo real frente a una pizarra tridimensional. También en 2015, Meade declaró estar colaborando en una nueva serie de obras con el mago David Blaine. En el tercer Q Symposium sobre paz y seguridad en la era cuántica llevado a cabo en Sídney en febrero de 2016, Meade se unió a físicos cuánticos y estudiantes para debatir implicaciones políticas, éticas y filosóficas en campos que incluyen la computación, comunicación y conciencia cuánticas.